# Jaljala (Baglung)
Jaljala (nep. जलजला) – gaun wikas samiti w zachodniej części Nepalu w strefie Dhawalagiri w dystrykcie Baglung. Według nepalskiego spisu powszechnego z 2011 roku liczył on 804 gospodarstwa domowe i 4035 mieszkańców (2338 kobiet i 1697 mężczyzn).